# 硬組織疾患
硬組織疾患（こうそしきしっかん）とは、生体中の硬組織（骨、歯）における疾患をいう。生体内でもっとも硬い組織は歯である。そのため、硬組織などに関与する点、破骨細胞、骨芽細胞などの研究は歯学分野が得意分野としている。治療法に関しては、個々の疾患形態により異なる。

## 主な硬組織疾患
- 虫歯（齲蝕）
  - エナメル質齲蝕
  - 象牙質齲蝕
  - 急性齲蝕
  - 慢性齲蝕
  - 根面齲蝕
- くさび状欠損
- 咬耗症
- 磨耗症
- 形成異常
- 酸蝕症（侵蝕症）
- 破折
- 象牙質知覚過敏症
- 歯の変色と歯の着色
- 骨肉腫
- 骨粗鬆症
- 骨折（複雑骨折、介達骨折、直接骨折）